# Dimítris Gelalís
Dimítris Gelalís (en grec moderne : Δημήτρης Γελαλής), né en 1958 à Verdikoúsa en Thessalie, est un économiste et homme politique grec, membre du parti SYRIZA.

## Biographie

### Carrière professionnelle
Il est diplômé de l'université Aristote de Thessalonique.

### Engagement politique
Il est également membre du Forum social grec.